# سيغريد نونيز
سيغريد نونيز (بالإنجليزية: Sigrid Nunez)‏‏ (1951 في نيويورك - )؛ كاتِبة، وروائية من الولايات المتحدة.

## الجوائز
- جائزة روما الأمريكية
- جائزة الكتاب الوطني  [لغات أخرى]‏[10]

## روابط خارجية
- سيغريد نونيز على موقع IMDb (الإنجليزية)
- سيغريد نونيز على موقع مونزينجر (الألمانية)